# FRS Iberia-Maroc
FRS Iberia-Maroc es una empresa operadora naviera de transporte. Tiene presencia en España desde el año 2000 con sedes en Tarifa (Cádiz) y Tánger (Marruecos). En la actualidad opera todas las rutas marítimas del estrecho de Gibraltar, así como una ruta entre Huelva y las Islas Canarias. Durante el año 2019 transportó un total de más de 1.9 millones de pasajeros.

## Historia
FRS Iberia-Maroc se instala en España en el año 2000 operando la conexión entre Tarifa (España) y Tánger (Marruecos), con una distancia de cerca de 20 millas náuticas (equivalentes a 32.5 km) y una duración de 60 minutos. Esta ruta acumula unos 800 000 pasajeros y 110 000 vehículos transportados al año. Además de los servicios de transporte, la compañía comienza a operar servicios turísticos de excursiones a otras ciudades del norte de Marruecos (Chauen y Arcila). Pertenecía en ese entonces a FRS Group, compañía alemana de transporte de personas, vehículos y mercancías fundada en 1866, con sede en Flensburgo.
En 2008, comienza a operar la línea Algeciras-Ceuta, calificada de interés público por el Ministerio de Fomento, con 7 salidas diarias desde cada puerto e incorporando el transporte de carga, una línea comercial de gran importancia en el negocio de la naviera. En 2009, se incorpora a la compañía la línea Algeciras-Tánger Med.
En el año 2015, FRS Iberia-Maroc obtiene el certificado ISO 9001:2008 que regula los sistemas de gestión y aseguramiento de calidad, tanto en el mantenimiento, tripulación y operación de sus buques.
Desde 2016, FRS Iberia-Maroc opera la ruta Motril-Tánger Med, con salidas diarias de cada puerto, exclusivamente para el transporte de mercancías, y una media de 20 000 unidades de carga anuales. En el verano de 2017, FRS Iberia registró su pasajero número 20 millones, en la ruta de Tánger Med a Algeciras. En 2018, se incorporan dos nuevas líneas a las rutas de FRS Iberia: de un lado, Motril-Melilla y, de otro, Huelva-Canarias, ambas para el tránsito de pasajeros y de carga.
En septiembre de 2023, la empresa fue comprada por la naviera danesa DFDS.

## Rutas
En la actualidad, FRS Iberia-Maroc opera seis líneas entre un total de once puertos (nueve españoles y dos marroquíes):
- Tarifa – Tánger.
- Algeciras – Ceuta.
- Algeciras – Tánger Med.

## Flota
La compañía cuenta con una flota de ocho ferris RO-PAX, para transporte de pasajeros y de vehículos, además de otro barco Ro-Ro destinado únicamente al transporte de mercancías.
| Embarcación      | Fecha de construcción | Entrada en servicio | Dimensiones | Dimensiones | Dimensiones | Capacidad | Capacidad | Capacidad |
| Embarcación      | Fecha de construcción | Entrada en servicio | Longitud    | Ancho       | Calado      | Pasajeros | Vehículos | Arqueo    |
| ---------------- | --------------------- | ------------------- | ----------- | ----------- | ----------- | --------- | --------- | --------- |
| Tarifa Jet       | 1997                  | 2006                | 86.6 m      | 26.0 m      | 3.8 m       | 777       | 175       | 4 995 GT  |
| Algeciras Jet    | 1999                  | 2008                | 60.0 m      | 16.5 m      | 2.1 m       | 428       | 52        | 2 273 GT  |
| Ceuta Jet        | 1998                  | 2008                | 60.0 m      | 16.5 m      | 2.1 m       | 428       | 52        | 2 273 GT  |
| Tánger Express   | 1996                  | 2011                | 136.4 m     | 24.0 m      | 6.0 m       | 1000      | 340       | 14 221 GT |
| Kattegat         | 1996                  | 2013                | 136.4 m     | 24.0 m      | 6.0 m       | 1000      | 340       | 14 379 GT |
| Volcán de Tauce  | 1995                  | 2018                | 120.0 m     | 19.5 m      | 5.3 m       | 347       | 320       | 9 807 GT  |
| Volcán del Teide | 2011                  | 2018                | 175.7 m     | 24.4 m      | 6.4 m       | 1457      | 300       | 29 514 GT |
| Miramar Express  | 1999                  | 2019                | 153.5 m     | 20.6 m      | 7.0 m       | -         | -         | 10 471 GT |
| Vronskiy         | 1978                  | 2020                | 131.6 m     | 22.0 m      | 5.2 m       | 1500      | 350       | 13 505 GT |

! scope = "row" style="text-align: left" | Poniente Jet
| style="text-align: center" | 1978
| style="text-align: center" | 2020
| style="text-align: right" | 131.6 m
| style="text-align: right" | 22.0 m
| style="text-align: right" | 5.2 m
| style="text-align: right" | 1500
| style="text-align: right" | 350
| style="text-align: right" | 13 505 GT
|-
|}